# UFC on ESPN: Usman vs. Buckley
UFC on ESPN: Usman vs. Buckley (conosciuto anche come UFC on ESPN 69) è stato un evento di arti marziali miste tenuto dalla Ultimate Fighting Championship il 14 giugno 2025 alla State Farm Arena di Atlanta, negli Stati Uniti.

## Risultati
|                  | Divisione            |                    |                 |                    | Metodo                                          | Round           | Tempo           | Premio          |
| Card Principale  | Card Principale      | Card Principale    | Card Principale | Card Principale    | Card Principale                                 | Card Principale | Card Principale | Card Principale |
| ---------------- | -------------------- | ------------------ | --------------- | ------------------ | ----------------------------------------------- | --------------- | --------------- | --------------- |
|                  | Pesi welter          | Kamaru Usman       | batte           | Joaquin Buckley    | Decisione unanime (49–46, 49–46, 48–47)         | 5               | 5:00            | FOTN            |
|                  | Pesi mosca femminili | Rose Namajunas     | batte           | Miranda Maverick   | Decisione unanime (30–27, 30–27, 29–28)         | 3               | 5:00            |                 |
|                  | Pesi medi            | Edmen Shahbazyan   | batte           | Andre Petroski     | Decisione unanime (30–27, 30–27, 29–28)         | 3               | 5:00            |                 |
|                  | Pesi gallo           | Raoni Barcelos     | batte           | Cody Garbrandt     | Decisione unanime (29–28, 29–28, 29–28)         | 3               | 5:00            |                 |
|                  | Pesi medi            | Mansur Abdul-Malik | batte           | Cody Brundage      | Decisione tecnica unanime (30–27, 29–28, 29–28) | 3               | 5:00            | [ 1 ]           |
|                  | Pesi mediomassimi    | Alonzo Menifield   | batte           | Oumar Sy           | Decisione unanime (29–28, 29–28, 29–28)         | 3               | 5:00            |                 |
| Card Preliminare |                      |                    |                 |                    |                                                 |                 |                 |                 |
|                  | Pesi mediomassimi    | Paul Craig         | vs.             | Rodolfo Bellato    | No Contest (upkick illegale)                    | 1               | 4:59            |                 |
|                  | Pesi welter          | Michael Chiesa     | batte           | Court McGee        | Decisione unanime (30–27, 30–27, 29–28)         | 3               | 5:00            |                 |
|                  | Pesi gallo           | Malcolm Wellmaker  | batte           | Kris Moutinho      | KO (pugno)                                      | 1               | 2:37            | POTN            |
|                  | Pesi mosca           | Jose Ochoa         | batte           | Cody Durden        | KO (pugni)                                      | 2               | 0:11            | POTN            |
|                  | Pesi gallo           | Ricky Simón        | batte           | Cameron Smotherman | Decisione unanime (30–27, 30–27, 29–28)         | 3               | 5:00            |                 |
|                  | Pesi welter          | Philip Rowe        | batte           | Ange Loosa         | KO tecnico (pugni)                              | 3               | 4:02            |                 |
|                  | Pesi mosca femminili | Jamey-Lyn Horth    | batte           | Vanessa Demopoulos | Decisione unanime (30–27, 30–27, 30–27)         | 3               | 5:00            |                 |

## Premi
I lottatori premiati ricevettero un bonus di 50.000 dollari.
Legenda:
- FOTN: Fight of the Night (vengono premiati entrambi gli atleti per il miglior incontro dell'evento)
- POTN: Performance of the Night (viene premiato il vincitore per la migliore performance dell'evento)